# Хольм-Мёллер, Оливия
Оливия Хольм-Мёллер (дат. Olivia Holm-Møller; 1875—1970) — датская художница и скульптор. Её богато окрашенные, почти абстрактные картины служат своеобразным мостом между ранним датским модернизмом 1910-х годов и работами «КОБРА», авангардистского движения 1940—1950-х годов.

## Биография
Хольм-Мёллер родилась в Хомо близ Грено на востоке Ютландии в семье учителя Карла Вильхельма Августа Мёллера и Ане Кирстин Барбары Хольм. После посещения Грундвегских народных школ она обучалась рисованию и живописи в художественной школе Эмилии Мунт и Марии Луплау в Копенгагене. В 1901 году она поступила в Датскую королевскую академию изящных искусств, где училась у Августа Собюэ, Вигго Юхансена и Сигурда Ванделя. Большую часть своей жизни она делила между Копенгагеном, где проводила зимы, и родным Хомо, где жила с двумя маленькими племянниками, Кнудом и Карлом, которых часто можно было увидеть на её картинах. Именно в Хомо она написала свои десять гигантских полотен, изображающих силы, стоящие за человеческой жизнью, особенно те, которые влияют на женщин. Также внимание привлекали её абстрактные и фигуративные работы, в том числе её Музыкальная композиция (дат. Musikalsk Komposition, 1940), состоящая из четырёх фигуративных картин и большого абстрактного центрального изображения.

## Творческое развитие
Её ранние работы были написаны под вдохновением от поездок в Лондон и Италию, где она изучала этрусские и древнегреческие рельефы. Помимо своих собственных рельефов, Хольм-Мёллер создавала гравюры и ксилографии в примитивном, выразительном стиле. Она всё больше увлекалась живописью, прорыв в её творчестве произошёл в 1914 году с созданием картины «Ниоба», в которой воплотилась её реакция на начало Первой мировой войны, выраженная яркими, смелыми красками. На протяжении всей своей жизни Хольм-Мёллер писала картины на библейские и мифические сюжеты, где также можно было обнаружить элементы символизма, в которых чувствовалось влияние таких художников, как Йенса Виллумсена и, частично, Эйнара Нильсена, которого она изобразила в нескольких своих работах.
После Второй мировой войны Хольм-Мёллер много путешествовала вместе со своим коллегой Йенсом Нильсеном (1891—1978), посещая первобытные общины. В 1950 году, посетив Мексику, она обнаружила сходство своих работ с выразительными творениями Хосе Клементе Ороско. Во время путешествий Хольм-Мёллер делала наброски и гравюры, не занимаясь типичными для себя широкоформатными картинами до своего возвращения в Данию. Она работала постоянно, рисуя почти до самой своей смерти в Рунгстеде 3 ноября 1970 года, в возрасте 95 лет.
Многие работы Оливии Хольм-Мёллер и её спутника Йенса Нильсена ныне хранятся в Художественном музее Хольстебро. Помимо живописи и скульптуры, она также занималась гравюрой, работой по дереву и иллюстрированием.
Холм-Меллер выставлялась в основном в Свободной выставке (дат. Den Frie Udstilling), где она участвовала в 20 выставках с 1916 по 1968 год. В 1935 году её работы также демонстрировались на Всемирной выставке в Брюсселе.